# Weronika Kostyrko

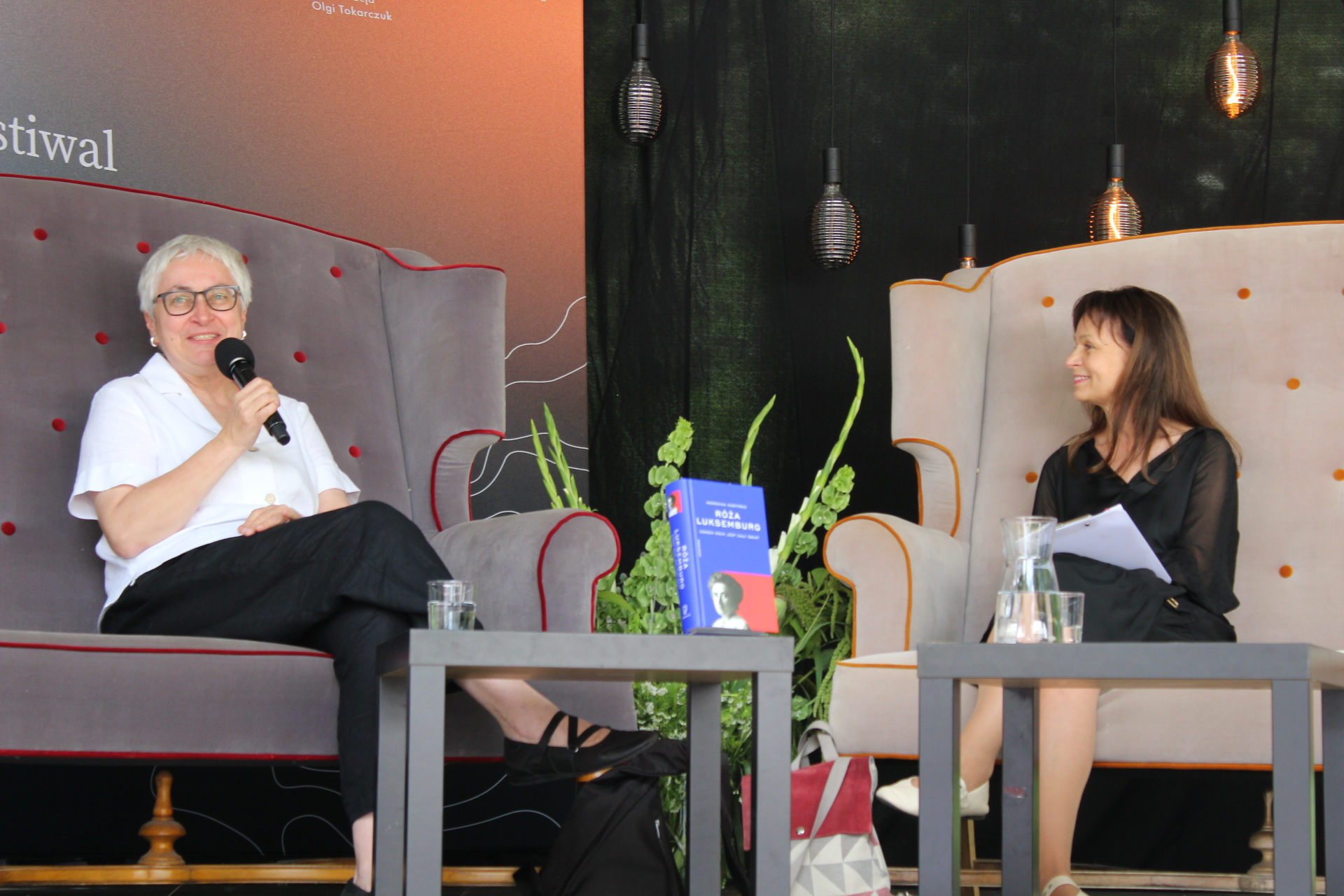
Weronika Kostyrko, Urszula Glensk

Weronika Kostyrko, również Weronika Kostyrko-Ziemińska (ur. 14 sierpnia 1962) – polska dziennikarka i pisarka, nauczycielka akademicka. Redaktorka naczelna magazynu „Wysokie Obcasy” w latach 1999–2005 i serwisu Culture.pl w latach 2012–2016.

## Życiorys
Absolwentka wydziałów: Germanistyki i Historii Sztuki Uniwersytetu Warszawskiego. W latach 1991–2011 pracowała w Gazecie Wyborczej, m.in. jako reporterka sejmowa, korespondentka z Niemiec i pierwsza redaktorka naczelna magazynu „Wysokie Obcasy” (1999–2005). W latach 2012–2016 redaktorka naczelna portalu Culture.pl, uhonorowanego w 2015 przez TVP Kultura nagrodą Gwarancje Kultury. W latach 2014–2024 wykładowczyni dziennikarstwa w Collegium Civitas. Od 2016 zasiada obok Roberta Walenciaka w komisji rewizyjnej Towarzystwa Dziennikarskiego, kierowanego przez Seweryna Blumsztajna.
Jej pierwszą książką była biografia Poli Nireńskiej. W 2024 opublikowała biografię Róży Luksemburg.

## Książki
- Tancerka i zagłada. Historia Poli Nireńskiej, Wydawnictwo Czerwone i Czarne, Warszawa 2019, ISBN 978-83-66219-09-0
- Róża Luksemburg. Domem moim jest cały świat, Wydawnictwo Marginesy, Warszawa 2024, ISBN 978-83-68226-71-3

## Nagrody i nominacje
Była nominowana do Nagrody Literackiej „Nike” w roku 2020 za książkę Tancerka i zagłada. Historia Poli Nireńskiej. W 2024 została finalistką Górnośląskiej Nagrody Literackiej „Juliusz” za książkę Róża Luksemburg. Domem moim jest cały świat. Za biografię Róży Luksemburg otrzymała też nominacje do Nagrody Nike i nagrody im. Marcina Króla w roku 2025.